# Atletismo nos Jogos Pan-Americanos de 1963 - Decatlo masculino
A prova do decatlo masculino nos Jogos Pan-Americanos de 1963 foi realizada em São Paulo, Brasil.

## Medalhistas
| Ouro                           | Prata                    | Bronze                      |
| John Martin USA Estados Unidos | Bill Gairdner CAN Canadá | Héctor Thomas VEN Venezuela |

## Resultados
| Posição           | Nome               | Nacionalidade      | Pontos | Notas |
| ----------------- | ------------------ | ------------------ | ------ | ----- |
| Medalha de ouro   | John Martin        | USA Estados Unidos | 7335   |       |
| Medalha de prata  | Bill Gairdner      | CAN Canadá         | 6812   |       |
| Medalha de bronze | Héctor Thomas      | VEN Venezuela      | 6751   |       |
| 4                 | Russ Hodge         | USA Estados Unidos | 6331   |       |
| 5                 | Cleomenes da Cunha | BRA Brasil         | 6236   |       |
| 6                 | Roberto Caravaca   | VEN Venezuela      | 5845   |       |
| 7                 | Marseno Martins    | BRA Brasil         | 5820   |       |